# Верхній ставок (Харина)
Верхній ставок — гідрологічна пам’ятка природи місцевого значення, розташована в с. Петрівське
Сватівського району Луганської області. Заповідана рішенням виконкому Ворошиловградської обласної ради № 251 від 1 серпня 1972 р., рішенням виконкому Ворошиловградської обласної ради народних депутатів № 247 від 28 червня 1984 р. 

## Опис
Входить у каскад ставків, збудованих поміщиком Кир’яновим на річці Харіній у 1914-1917 рр. Береги оточені вербами. У ставку мешкає багато риби. Площа ставка — 5 га.